# Gemmologi

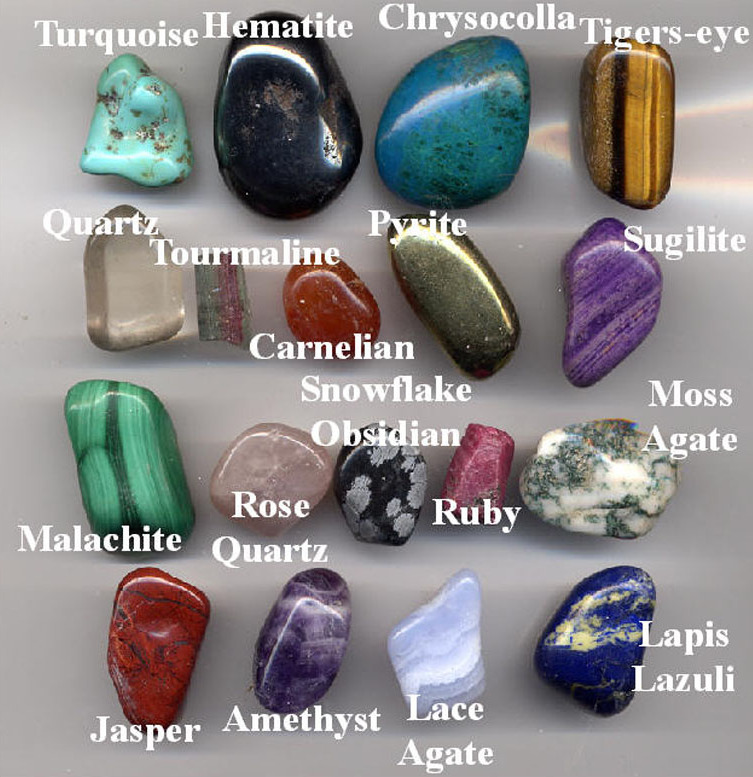
En samling ädelstenar.

Gemmologi är läran om ädelstenar. Uttrycket härstammar från det latinska ordet gemma som betyder juvel och det grekiska ordet logos som betyder lära. Gemmologer är personer som har specialiserat sig på identifiering av ädelstenar. 